# S Пегаса
S Пегаса является красным сверхгигантом. Звезда находится в созвездии Пегаса на расстоянии 1059 световых лет от Земли.
Звезда S Пегаса является переменной: её яркость изменяется между величиной 8,50 и 12,80. Это звезда имеет спектральный класс M, является красной и имеет колоссальный размер: в 580 раз больше нашего Солнца.